# Maywood (Illinois)
Maywood es una villa situada en el condado de Cook, Illinois, Estados Unidos. Tiene una población estimada, a mediados de 2022, de 22 932 habitantes.

## Geografía
La localidad está ubicada en las coordenadas 41°52′47″N 87°50′39″O / 41.87972, -87.84417. Según la Oficina del Censo, tiene una superficie de 7.04 km², correspondientes en su totalidad a tierra firme.

## Demografía
Según el censo de 2020, en ese momento la localidad tenía una población de 23 512 habitantes. La densidad de población era de 3339.77 hab./km². 
| Raza                   | Núm.   | Porc.  |
| ---------------------- | ------ | ------ |
| Afroamericanos         | 14 354 | 61.05% |
| Blancos                | 1727   | 7.35%  |
| Amerindios             | 351    | 1.49%  |
| Asiáticos              | 134    | 0.57%  |
| Isleños del Pacífico   | 12     | 0.05%  |
| De otras razas         | 4713   | 20.05% |
| De una mezcla de razas | 2221   | 9.45%  |

Del total de la población, el 34.03% eran hispanos o latinos de cualquier raza.